# Forte Duque de Caxias de São Gabriel
O Forte Duque de Caxias de São Gabriel localizava-se na cidade de São Gabriel, no estado brasileiro do Rio Grande do Sul.

## História
A construção deste forte inscreve-se no contexto da repressão imperial à Revolução Farroupilha (1835-1845). Foi erguido a partir de 1842 por determinação de Luís Alves de Lima e Silva, então Barão de Caxias, ao assumir o comando das forças imperiais, com a função de depósito de guerra (SOUZA, 1885:129). GARRIDO (1940) denomina-o Forte Duque de Caxias, atribuindo-lhe planta na forma de um polígono retangular irregular, com 600 metros de frente por 200 de fundo, entre a rua Coronel Soares e a antiga rua da Paz, no centro histórico da cidade. Reconstruído e ampliado em 1857, despenderam-se nessas obras 90 000$000 réis. Foi demolido em 1880, erguendo-se em seu local, posteriormente, um quartel do Exército. (op. cit., p. 151).